# Aixe-sur-Vienne
Aixe-sur-Vienne est une commune française située au sud-ouest de Limoges, dans le département de la Haute-Vienne, en région Nouvelle-Aquitaine.
Chef-lieu du canton d'Aixe-sur-Vienne, elle fait partie de la communauté de communes du Val de Vienne. C'est l'une des six villes-portes du parc naturel régional Périgord-Limousin.

## Géographie

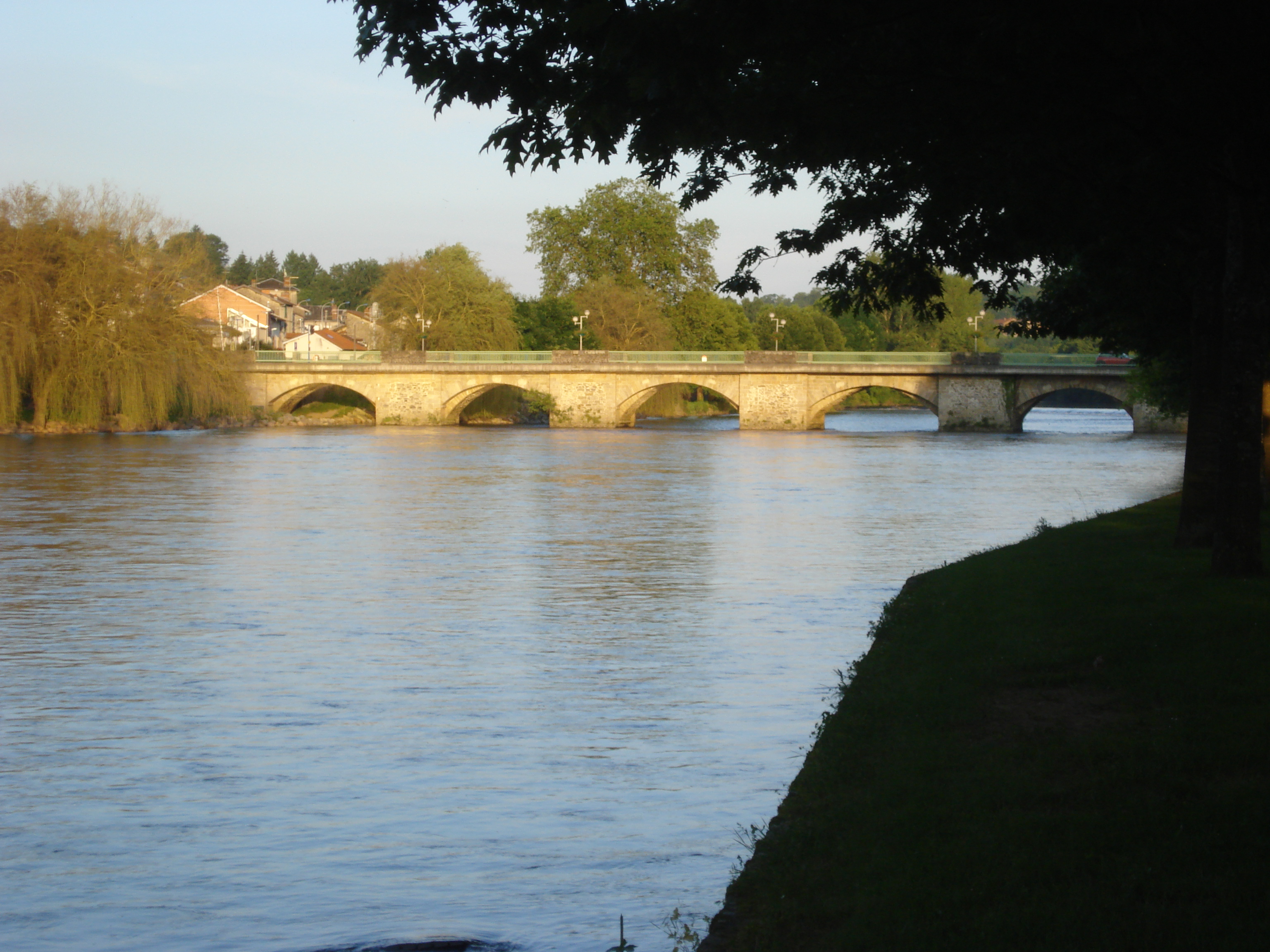
La Vienne à Aixe-sur-Vienne.

Incluse dans l'aire urbaine de Limoges, dans le département de la Haute-Vienne, la commune d'Aixe-sur-Vienne est, comme son nom l'indique, arrosée par la Vienne.
L'altitude minimale, 190 mètres, se trouve à l'extrême nord-ouest, là où la Vienne quitte la commune pour servir de limite entre celles de Saint-Priest-sous-Aixe et Verneuil-sur-Vienne. L'altitude maximale avec 343 mètres est localisée au nord-est, près du lieu-dit las Tauveyras, en limite de la commune d'Isle.
La ville d'Aixe-sur-Vienne est implantée aux confluents de la Vienne avec ses affluents, l'Aurence en rive droite et l'Aixette en rive gauche. Traversée par la route nationale 21 et les routes départementales 10, 20 et 32, elle se situe, en distances orthodromiques, à dix kilomètres au sud-ouest de Limoges et vingt-et-un kilomètres au sud-est de Saint-Junien.
Le territoire communal est également traversé par la route départementale 2000 qui relie les routes nationales 21 et 141 à l'ouest de l'agglomération de Limoges.
Entre Saint-Martin-le-Vieux et Saint-Priest-sous-Aixe, un tronçon commun aux sentiers de grande randonnée GR 4 et GR 654 traverse le territoire communal du sud-est au nord-ouest, sur plus de cinq kilomètres.

### Communes limitrophes

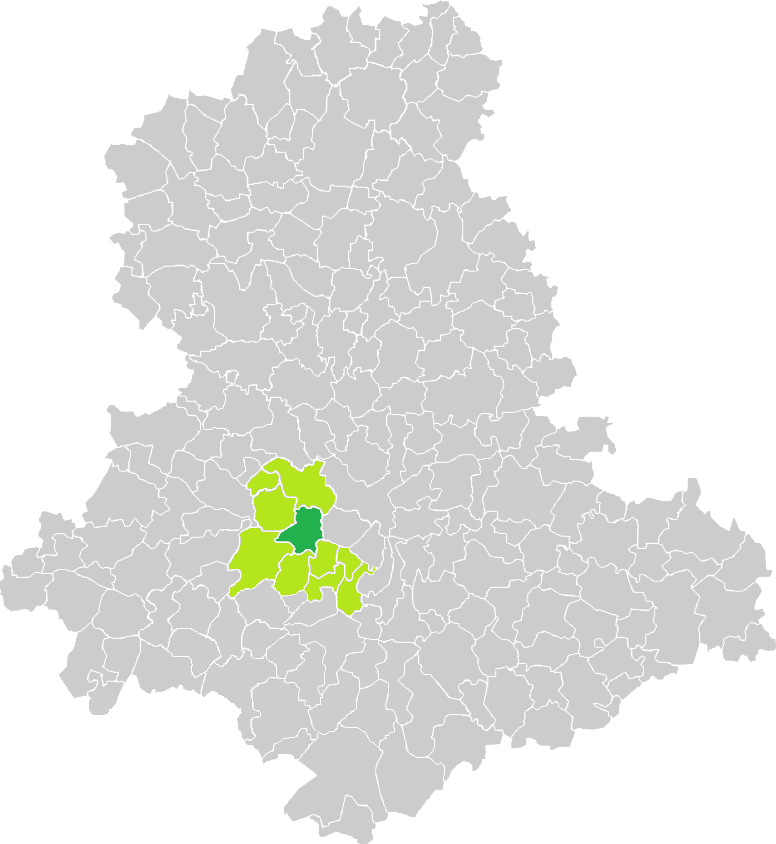
Situation de la commune d'Aixe-sur-Vienne dans son canton et en Haute-Vienne.

Les communes limitrophes sont Verneuil-sur-Vienne, Beynac, Isle, Saint-Martin-le-Vieux, Saint-Priest-sous-Aixe et Séreilhac.
| Saint-Priest-sous-Aixe | Verneuil-sur-Vienne   |        |
|                        | Aixe-sur-Vienne       | Isle   |
| Séreilhac              | Saint-Martin-le-Vieux | Beynac |

### Villages, hameaux et lieux-dits
A
- Age (l')
- Arliquet
- Atelier (l')
- Aumonerie (l')

B
- Bas-Puy-de-Mont
- Bas-Vignaud
- Beaubonnat
- Beauchabrol
- Beautalet
- Bel-Air
- Belle-Crête
- Bellevue
- Borie (la)
- Boucheron (le)
- Bouchie (la)
- Bourgneuf
- Buisson (le)

C
- Caraque (la)
- Casseaux (les)
- Chamborêt
- Chantegros
- Château de la Roche
- Château de Tarn
- Chez-Caillaud
- Chez Cruaut (?)
- Chez-Daire
- Chez-Taunissaud
- Chez-Vignaud
- Chomes Vertes (les) (?)
- Clos Saint-Gérald
- Colombier (le)
- Côte (la)
- Côteau (le)

D
- Dognon (le)

E
- Étiquet

F
- Fargeas
- Fénerolles

G
- Gaubertie (la)
- Géry
- Grande Terre
- Grand Rieux
- Grange (la)
- Grange-Neuve
- Grangettes (d'Aixe) (les)
- Grangettes (de Tarn) (les)
- Grèves (les)
- Guérinière (la)

H
- Hermitage (l')

J
- Jabaly

L
- Lageaud

M
- Maigre (le)
- Marguerites (les)
- Mas du Bost (le)
- Mas-Neuf (le)
- Moulin-Bousou
- Moulin-Cheyroux
- Moulin-David
- Moulin de Fert
- Moulin de la Bussière (?)
- Moulin de la Gorce (le) (?)
- Moulin de l'Or
- Moulin de Malassert
- Moulin des Roches
- Moulin de Tarn
- Moulin de Vienne

N
- Nèple (la)
- Noiseraie (la) (?)

P
- Pagnade (la)
- Panguet
- Pastourelle (la)
- Places (les)
- Pompadour
- Pont de Fargeas
- Pont Romain (le)
- Portail (le)
- Porte (la)
- Pouge (la)
- Préteyraud
- Prugnat
- Puy de Mont (le)
- Puy-Faucon (le)
- Puy Némard
- Puy-Panard

Q
- Queyrades (les)

R
- Rignac
- Rivauds (les)
- Roche (la)
- Rochilles (les)

S
- Saint-Amand
- Saint-Gérald
- Sapins (les)

T
- Tabaillou
- Tarn
- Tréneuf
- Treuil-Pouzy (le)
- Tuilières (les)

U
- Usine électrique (l')

V
- Valade (la)
- Vienne
- Vignaud (le)
- Villa Charmaine (?)
- Villa Jeannette (?)
- Villa Pastourelle
- Villa Saint-Georges
- Villa des Roses

Y
- Yonnaud (le)

### Climat
Pour des articles plus généraux, voir Climat de la Nouvelle-Aquitaine et Climat de la Haute-Vienne.
Historiquement, la commune est exposée à un climat océanique limousin.
En 2020, Météo-France publie une typologie des climats de la France métropolitaine dans laquelle la commune est exposée à un climat océanique altéré et est dans la région climatique Ouest et nord-ouest du Massif Central, caractérisée par une pluviométrie annuelle de 900 à 1 500 mm, maximale en automne et en hiver.
Pour la période 1971-2000, la température annuelle moyenne est de 11,8 °C, avec une amplitude thermique annuelle de 15 °C. Le cumul annuel moyen de précipitations est de 998 mm, avec 14 jours de précipitations en janvier et 7,9 jours en juillet. Pour la période 1991-2020, la température moyenne annuelle observée sur la station météorologique la plus proche, située sur la commune de Limoges à 11 km à vol d'oiseau, est de 11,8 °C et le cumul annuel moyen de précipitations est de 1 018,0 mm,. Pour l'avenir, les paramètres climatiques de la commune estimés pour 2050 selon différents scénarios d’émission de gaz à effet de serre sont consultables sur un site dédié publié par Météo-France en novembre 2022.

## Urbanisme

### Typologie
Au 1er janvier 2024, Aixe-sur-Vienne est catégorisée bourg rural, selon la nouvelle grille communale de densité à sept niveaux définie par l'Insee en 2022.
Elle appartient à l'unité urbaine d'Aixe-sur-Vienne, une agglomération intra-départementale regroupant deux  communes, dont elle est ville-centre,,. Par ailleurs la commune fait partie de l'aire d'attraction de Limoges, dont elle est une commune de la couronne,. Cette aire, qui regroupe 127 communes, est catégorisée dans les aires de 200 000 à moins de 700 000 habitants,.

### Occupation des sols
L'occupation des sols de la commune, telle qu'elle ressort de la base de données européenne d’occupation biophysique des sols Corine Land Cover (CLC), est marquée par l'importance des territoires agricoles (68,4 % en 2018), en diminution par rapport à 1990 (73,6 %). La répartition détaillée en 2018 est la suivante : zones agricoles hétérogènes (42,4 %), zones urbanisées (18,5 %), prairies (17,2 %), terres arables (8,8 %), forêts (7,7 %), eaux continentales (3,3 %), zones industrielles ou commerciales et réseaux de communication (2,1 %). L'évolution de l'occupation des sols de la commune et de ses infrastructures peut être observée sur les différentes représentations cartographiques du territoire : la carte de Cassini (XVIIIe siècle), la carte d'état-major (1820-1866) et les cartes ou photos aériennes de l'IGN pour la période actuelle (1950 à aujourd'hui).

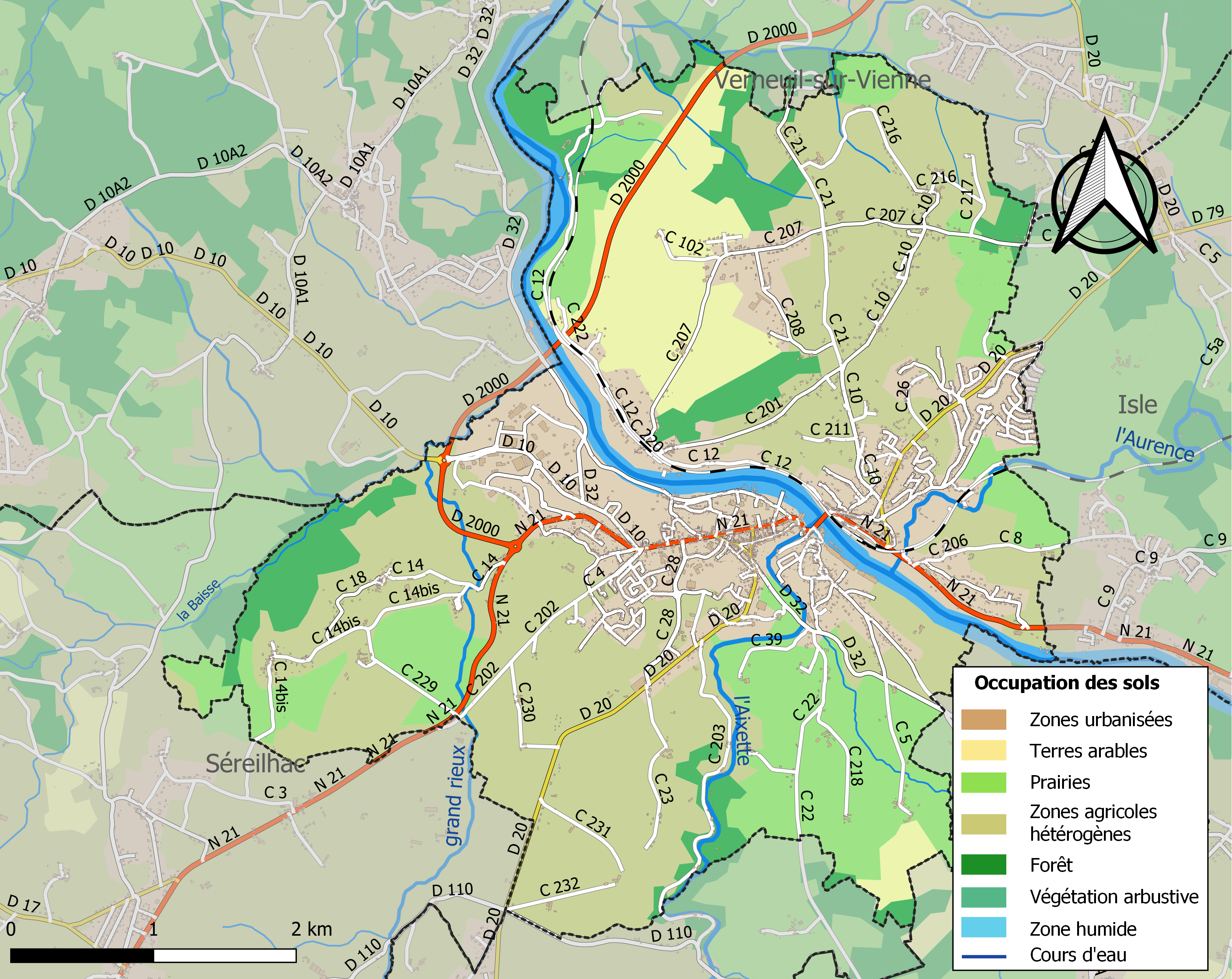
Carte des infrastructures et de l'occupation des sols de la commune en 2018 (CLC).

### Risques majeurs
Le territoire de la commune d'Aixe-sur-Vienne est vulnérable à différents aléas naturels : météorologiques (tempête, orage, neige, grand froid, canicule ou sécheresse), inondations et séisme (sismicité faible). Il est également exposé à un risque technologique, la rupture d'un barrage, et à un risque particulier : le risque de radon. Un site publié par le BRGM permet d'évaluer simplement et rapidement les risques d'un bien localisé soit par son adresse soit par le numéro de sa parcelle.

#### Risques naturels
Certaines parties du territoire communal sont susceptibles d'être affectées par le risque d'inondation par débordement de cours d'eau, notamment la Vienne, l'Aurence, l'Aixette et le Grand Rieux. La commune a été reconnue en état de catastrophe naturelle au titre des dommages causés par les inondations et coulées de boue survenues en 1982, 1993, 1999 et 2018,. Le risque inondation est pris en compte dans l'aménagement du territoire de la commune par le biais des plans de prévention des risques inondation (PPRI) « Aurence », approuvé le 23 août 2007 et « Vienne d'Aixe à Saillat », approuvé le 12 octobre 2007.

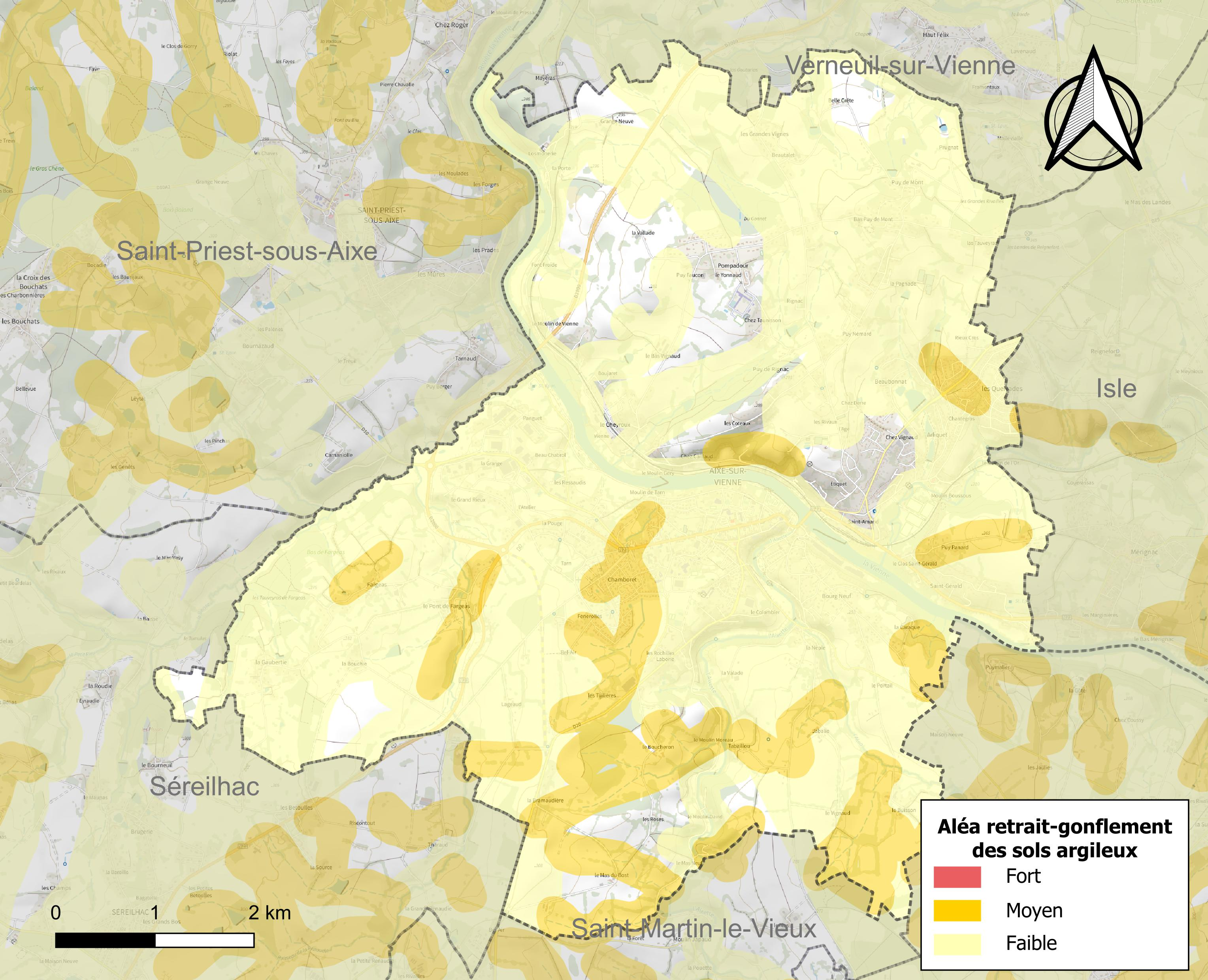
Carte des zones d'aléa retrait-gonflement des sols argileux d'Aixe-sur-Vienne.

Le retrait-gonflement des sols argileux est susceptible d'engendrer des dommages importants aux bâtiments en cas d’alternance de périodes de sécheresse et de pluie. 16,7 % de la superficie communale est en aléa moyen ou fort (27 % au niveau départemental et 48,5 % au niveau national métropolitain). Depuis le 1er octobre 2020, en application de la loi ÉLAN, différentes contraintes s'imposent aux vendeurs, maîtres d'ouvrages ou constructeurs de biens situés dans une zone classée en aléa moyen ou fort,.
La commune a été reconnue en état de catastrophe naturelle au titre des dommages causés par des mouvements de terrain en 1999.

#### Risque technologique
La commune est en outre située en aval des barrages de Lavaud-Gelade, dans la Creuse, de Saint-Marc et de Vassivière, des ouvrages de classe A. À ce titre elle est susceptible d'être touchée par l'onde de submersion consécutive à la rupture de cet ouvrage.

#### Risque particulier
Dans plusieurs parties du territoire national, le radon, accumulé dans certains logements ou autres locaux, peut constituer une source significative d'exposition de la population aux rayonnements ionisants. Selon la classification de 2018, la commune d'Aixe-sur-Vienne est classée en zone 2, à savoir zone à potentiel radon faible mais sur lesquelles des facteurs géologiques particuliers peuvent faciliter le transfert du radon vers les bâtiments.

## Toponymie
Le nom du lieu, écrit « Axia » à l'époque carolingienne, pourrait dériver d'un nom de personnage latin, Axius.
En dialecte limousin, la commune porte le nom de Aissa (prononciation : Aisso).

## Histoire

### Origines
Le site d'Aixe-sur-Vienne fut occupé dès l'époque gauloise grâce à la présence d'un gué sur la Vienne à l'emplacement de l'actuel hameau de Vienne, sur la route longeant la rivière et reliant Aixe à Verneuil-sur-Vienne. L'habitat se situait à Tarn, sur les premières hauteurs de la ville, sans doute à l'emplacement du cimetière actuel. Les Romains comprirent l'intérêt du site et construisirent un pont, aujourd'hui disparu, non loin du Moulin de Tarn.

### Moyen Âge
À l'époque mérovingienne, le village de Tarn fut érigé en paroisse, l'église étant dédiée à un compagnon de saint Martial, saint Alpinien, toujours vénéré lors des Ostensions, représenté avec un marteau grâce auquel il aurait fait jaillir une source.
En 982, un « castrum de Axa » est attesté sur l'éperon rocheux dominant la confluence de l'Aixette et de la Vienne. Le fief relevait de l'abbaye de Solignac, située treize kilomètres à l'est, mais avant le XIIIe siècle, le site devint une dépendance des vicomtes de Limoges. À cette même époque, un pont traversant la Vienne et un autre, l'Aixette (pont de Malassert) sont construits par les vicomtes de Limoges sous les murailles du château-fort érigé au confluent des deux rivières. Ils remplacèrent respectivement le « pont vielh » gallo-romain héritier de l'antique gué de Vienne et, sur l'Aixette, un autre point de franchissement sur le Chemin de Bourganeuf entre Atlantique et Auvergne. C'est ainsi qu'Aixe prit la place de Tarn qui ne fit que décliner.
En 1183, une bataille eut lieu entre les routiers de Raymond Brun et l'armée de Richard Cœur de Lion.
Autour du château se développa d'abord un Bourg-Neuf puis la nouvelle cité s'étendit sur le plateau d'en face surplombant l'Aixette. La ville était autrefois murée, percée de trois portes (porte Lavaud, porte Auroux et porte Guingand) sur le chemin entre Limousin et Guyenne mais aussi placée sur la via Lemovicensis vers Saint-Jacques-de-Compostelle. La ville d'Aixe et son église Sainte-Croix restèrent jusqu'à la création des communes annexes de la paroisse rurale de Tarn. La paroisse possédait une maladrerie avec sa chapelle Sainte-Madeleine (au lieu-dit Chamborêt alias les Casseaux), un hôpital près du pont sur la Vienne, et un ermitage. Le château et la ville d'Aixe furent souvent l'enjeu de luttes féodales à l'occasion de guerres de succession vicomtines, de la guerre de Cent Ans mais aussi des guerres de religion. Dans la seconde moitié du XVIe siècle, Antoine de Bourbon, vicomte, céda ses droits sur Aixe à la famille de Rochechouart vers 1550. La châtellenie (baronnie) d'Aixe passa ensuite à la famille des Cars.

### Après la Révolution
Ce n'est qu'à la Révolution française qu'Aixe devint chef-lieu de commune au détriment de Tarn, et, en 1801, l'église Sainte-Croix, siège de la paroisse. Du XVe au début du XVIIIe siècle, les industries papetière puis cartonnière furent particulièrement vivaces sur l'Aixette. Beaucoup de moulins se reconvertirent ensuite. La ville se développa aux XIXe et XXe siècles grâce à l'industrie du traitement du kaolin, la porcelaine et la chaussure. C'est à cette époque que la ville se développa sur la rive droite de la Vienne.
Le président de la République, Raymond Poincaré, de passage dans la ville en 1913, l'a nommée « Aixe-la-Jolie ».
De 1940 à 1945, la commune accueille la population réfugiée des villages mosellans de Bacourt et Marthille.
En 1941, le capitaine d'infanterie PINTE, en résistance commandant "ATHOS", transforme le hameau de La Gaubertie en Centre de Résistance. De là, il commande les maquis du sud-ouest Haute-Vienne qui formeront à la Libération deux bataillons totalisant plus de 1.200 hommes.
La Gaubertie sur la commune d'Aixe-sur-Vienne sert de point de relais pour les jeunes voulant entrer dans le maquis, Eugène Pinte sera la personnalité de la Gaubertie il seront particulièrement nombreux après l'instauration du STO par le Régime de Vichy a sa tête le maréchal Philippe Pétain.
Les 17 et 18 août 1944, la ville d'Aixe était le théâtre de combats opposant les forces des maquis Francs-tireurs et partisans et Armée secrète dirigées par le lieutenant-colonel Durand, aux troupes d'occupation allemandes. Durant cette « bataille d'Aixe », dans un climat de terreur, de nombreux habitants, affolés et encore sous le choc du Massacre d'Oradour-sur-Glane, fuirent le centre-ville, plusieurs résistants trouvèrent la mort. Ces événements ayant précédé la prise et la libération de Limoges par Georges Guingouin le 21 août 1944.
Après la bataille d'Aixe-sur-Vienne, un parachutage vint livrer des armes et munitions supplémentaires. Lors de la distribution des armes aux unités Forces françaises de l'intérieur, le fils du commandant Eugène Pinte, Marcel Pinte, âgé alors de 6 ans et demi, a été accidentellement tué par une rafale de mitraillette, il sera le plus jeune résistant mort pour la France.
Après avoir souffert de la fermeture des usines de chaussures, et du passage récurrent des voitures et des camions, Aixe possède un incubateur d’entreprises consacré aux nouvelles technologies.
Aixe est connue pour sa « Conserverie Arnaud ».

## Politique et administration

### Liste des maires
| Période                                  | Période      | Identité          | Étiquette         | Qualité |
| ---------------------------------------- | ------------ | ----------------- | ----------------- | --- |
| Les données manquantes sont à compléter. |              |                   |                   | |
| 1895                                     | 1911         | Aymard Fayard     | Républicain       | Industriel Conseiller général du canton d'Aixe-sur-Vienne (1904 → 1919)                                                               |
| 1911                                     | 1919         | Joseph Gorce      |                   | Négociant |
| 1919                                     | 1934         | Étienne Desproges | Rad.              | Négociant Conseiller général du canton d'Aixe-sur-Vienne (1919 → 1934) Vice-président du conseil général de la Haute-Vienne [Quand ?] |
| 1934                                     | 1935         | Pierre Tricaud    |                   | Horticulteur |
| 1935                                     | 1944         | Joseph Basset     | PRS               | Médecin Député de la Haute-Vienne (1928 → 1932) Conseiller général du canton d'Aixe-sur-Vienne (1934 → 1940)                          |
| 1944                                     | mai 1945     | François Dumont   |                   | |
| mai 1945                                 | octobre 1947 | Fernand Lapeyre   |                   | Industriel |
| octobre 1947                             | mars 1959    | Pierre Mousnier   | Rép.soc. (DVG)    | Médecin Conseiller général du canton d'Aixe-sur-Vienne (1945 → 1960)                                                                  |
| mars 1959                                | mars 1965    | René Gillet       | SFIO              | Enseignant et directeur de collège |
| mars 1965                                | mars 1977    | Claude Madoumier  | RPR               | Médecin Conseiller général du canton d'Aixe-sur-Vienne (1960 → 1973) Suppléant du député Jacques Boutard (1968-1973)                  |
| mars 1977                                | mars 2014    | Daniel Nouaille   | PS puis DVG       | Enseignant Conseiller régional du Limousin (? → 2010) Vice-président du conseil régional du Limousin (? → 2010)                       |
| mars 2014                                | En cours     | René Arnaud       | UDI-PRV puis MRSL | Professeur de mathémathiques |

### Jumelages

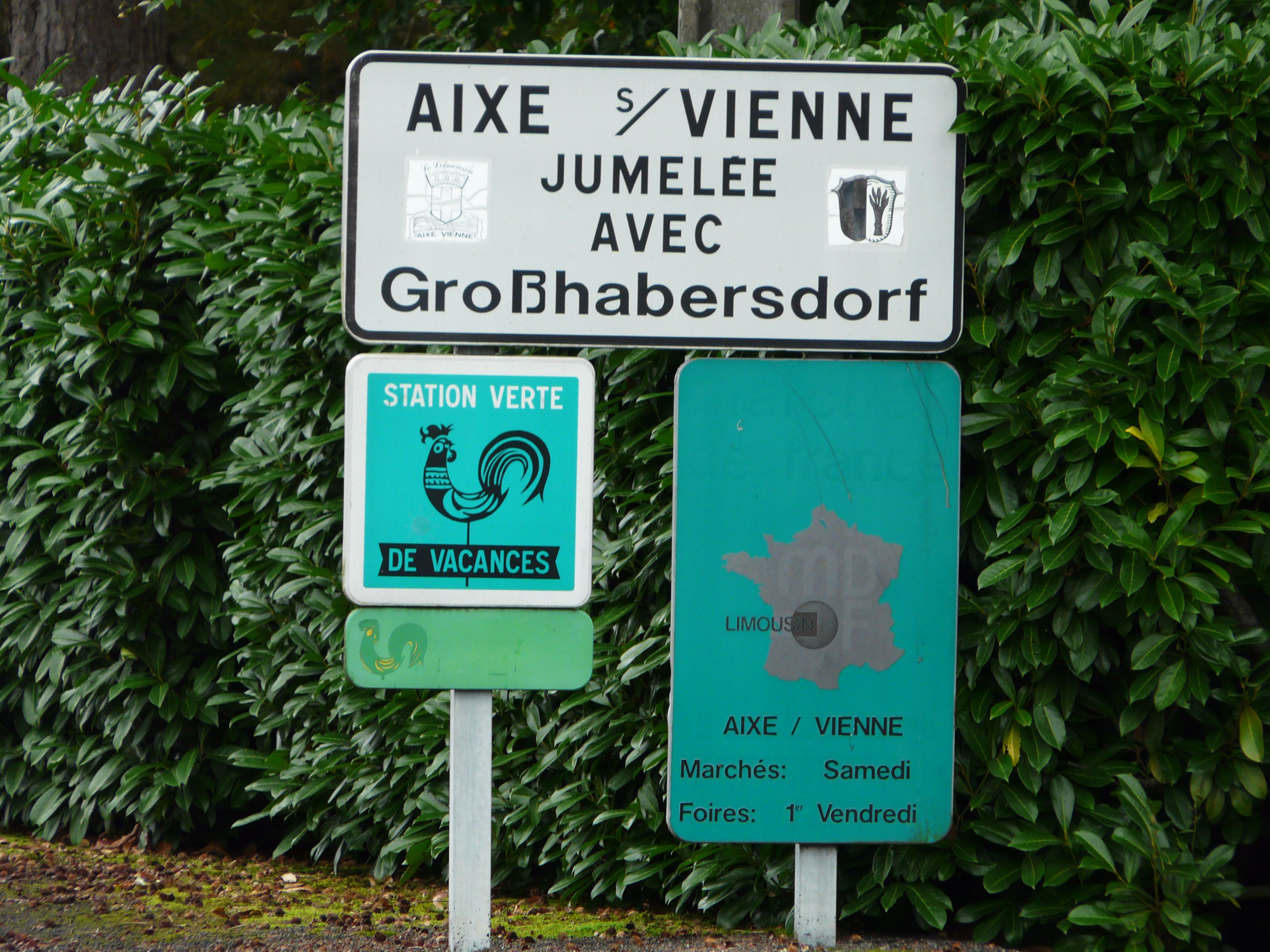
Panneau de jumelage avec Großhabersdorf.

- Großhabersdorf (Allemagne), signé en 1982. La ville est située à 20 km à l'ouest de Nuremberg (land de Bavière) ;
- Święciechów (Pologne), signé en 2000. Ville située à l'ouest de Lezno (8 km) en Volkopolski ;
- Malinska (Croatie), signé en 2010. Ville située sur la plus grande des îles de Croatie, l'île de Krk.

### Politique de développement durable
La ville a engagé une politique de développement durable en lançant une démarche d'Agenda 21 en 2008.

### Politique environnementale
Dans son palmarès 2024, le Conseil national de villes et villages fleuris de France a attribué une fleur à la commune.

## Population et société

### Démographie
Les habitants sont appelés les Aixois.

L'évolution du nombre d'habitants est connue à travers les recensements de la population effectués dans la commune depuis 1793. Pour les communes de moins de 10 000 habitants, une enquête de recensement portant sur toute la population est réalisée tous les cinq ans, les populations de référence des années intermédiaires étant quant à elles estimées par interpolation ou extrapolation. Pour la commune, le premier recensement exhaustif entrant dans le cadre du nouveau dispositif a été réalisé en 2004.

En 2022, la commune comptait 5 860 habitants, en évolution de +0,03 % par rapport à 2016 (Haute-Vienne : −0,68 %, France hors Mayotte : +2,11 %).
| 1793  | 1800  | 1806  | 1821  | 1831  | 1836  | 1841  | 1846  | 1851  |
| ----- | ----- | ----- | ----- | ----- | ----- | ----- | ----- | ----- |
| 2 613 | 2 167 | 2 343 | 2 513 | 2 610 | 2 645 | 2 631 | 2 754 | 2 863 |

| 1856  | 1861  | 1866  | 1872  | 1876  | 1881  | 1886  | 1891  | 1896  |
| ----- | ----- | ----- | ----- | ----- | ----- | ----- | ----- | ----- |
| 2 920 | 3 119 | 3 311 | 3 308 | 3 697 | 3 753 | 3 756 | 3 638 | 3 699 |

| 1901  | 1906  | 1911  | 1921  | 1926  | 1931  | 1936  | 1946  | 1954  |
| ----- | ----- | ----- | ----- | ----- | ----- | ----- | ----- | ----- |
| 3 615 | 3 451 | 3 646 | 3 177 | 3 337 | 3 281 | 3 250 | 3 620 | 3 498 |

| 1962  | 1968  | 1975  | 1982  | 1990  | 1999  | 2004  | 2006  | 2009  |
| ----- | ----- | ----- | ----- | ----- | ----- | ----- | ----- | ----- |
| 3 745 | 4 065 | 4 819 | 5 520 | 5 566 | 5 466 | 5 622 | 5 566 | 5 464 |

| 2014  | 2019  | 2022  | - | - | - | - | - | - |
| ----- | ----- | ----- | - | - | - | - | - | - |
| 5 771 | 5 804 | 5 860 | - | - | - | - | - | - |

### Sport
- Association Sportive Aixoise club de football.
- Rugby Club du Val de Vienne, club de rugby à XV évoluant en 3e / 4e série
- Aixe Rugby Athlétique, école de rugby

## Économie
- Conserverie des Tuilières Arnaud depuis 1950.

## Culture locale et patrimoine

### Lieux et monuments
- Chapelle Notre-Dame d'Arliquet[39],[40] (XIXe siècle) : une chapelle existait dès le début du XVIIe siècle, placée sous le patronage de la Vierge. Elle devint un important lieu de pèlerinage au XIXe siècle, et fut agrégée à Notre-Dame de Lorette. Devenue trop petite et en mauvais état, cette ancienne chapelle rurale fut démolie pour être remplacée par l'actuelle basilique de style néo-gothique, construite de 1866 à 1868 en briques et pierre calcaire. Elle abrite une pietà du XVIe siècle, vénérée tous les sept ans, lors des Ostensions et de nombreuses reliques dont celles de quatre martyrs provenant des catacombes de Rome, exposées dans des enfeus ornant les côtés de la nef : sainte Cornélie, saints Fulgence, Honoré et Antime. Autour de cette chapelle, un vaste parc a été aménagé, où se trouvent un chemin de croix et une « grotte de l'Agonie », faisant d'Arliquet, le petit Lourdes du Limousin. Le parc, situé de part et d'autre de la rivière l'Aurence, très abîmé lors de la tempête de 1999, a fait l'objet depuis 2003 d'une rénovation.
- Chapelle Saint-Jean (XIIIe siècle), inscrite en 1926 au titre des monuments historiques[41] : s'élevant au centre du cimetière de la ville, elle présente un arc gothique limousin. C'est l'ancienne chapelle funéraire du cimetière de la paroisse de Tarn qui fusionna avec Aixe à la Révolution.

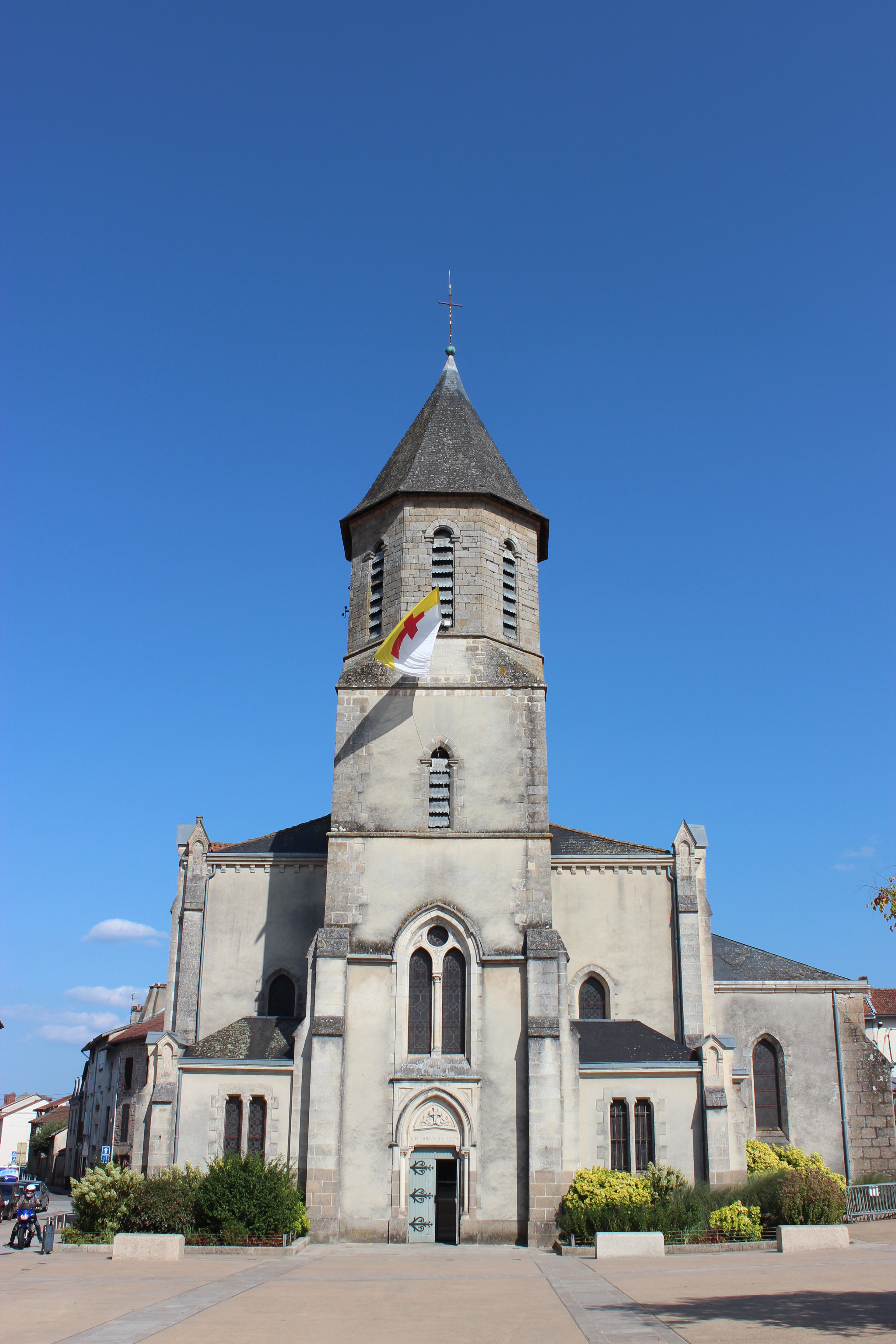
L'église Sainte Croix avec le drapeau des Ostencions en 2023

- Église Sainte-Croix (XIIIe siècle) : selon la tradition, elle aurait été construite pour abriter un fragment de la Vraie Croix qu'un pèlerin rapporta de Terre sainte. Elle fut fortement remaniée au XIXe siècle ; elle conserve néanmoins un portail gothique de style limousin et une collection de reliquaires. Elle est inscrite à l'Inventaire général du patrimoine culturel[42].
- Église Saint-Alpinien d'Aixe-sur-Vienne. Elle est inscrite à l'Inventaire général du patrimoine culturel[43].
- Pont de Malassert (XIVe siècle) : cette unique arche appelée traditionnellement le pont romain est le seul vestige d'un pont formé d'au moins deux arches sur lesquelles étaient posées des planches de bois[44].
- Les ruines du château, ou tour Jeanne d'Albret, inscrit en 2000 au titre des monuments historiques[45] : sur l'éperon rocheux surplombant la confluence de l'Aixette et de la Vienne, s'élèvent les vestiges du château d'Aixe, grande forteresse de la vicomté de Limoges.
- Château de Losmonerie (XVIe siècle) inscrit en 2009 au titre des monuments historiques[46] : situé sur la rive droite de la Vienne, en aval d'Aixe, à la limite de la commune de Verneuil-sur-Vienne, ses parties les plus anciennes remontent au (XVe siècle). Propriété depuis le (XVIIIe siècle) de la famille de Villelume.
- Promenade des bords de Vienne : réalisation du paysagiste Gilles Clément.
- Jardin médiéval sur le bord de la Vienne.
- Une porte en chêne du XVe siècle provenant d'une maison d'Aixe-sur-Vienne est exposée au musée des Cloîtres à New York (États-Unis).

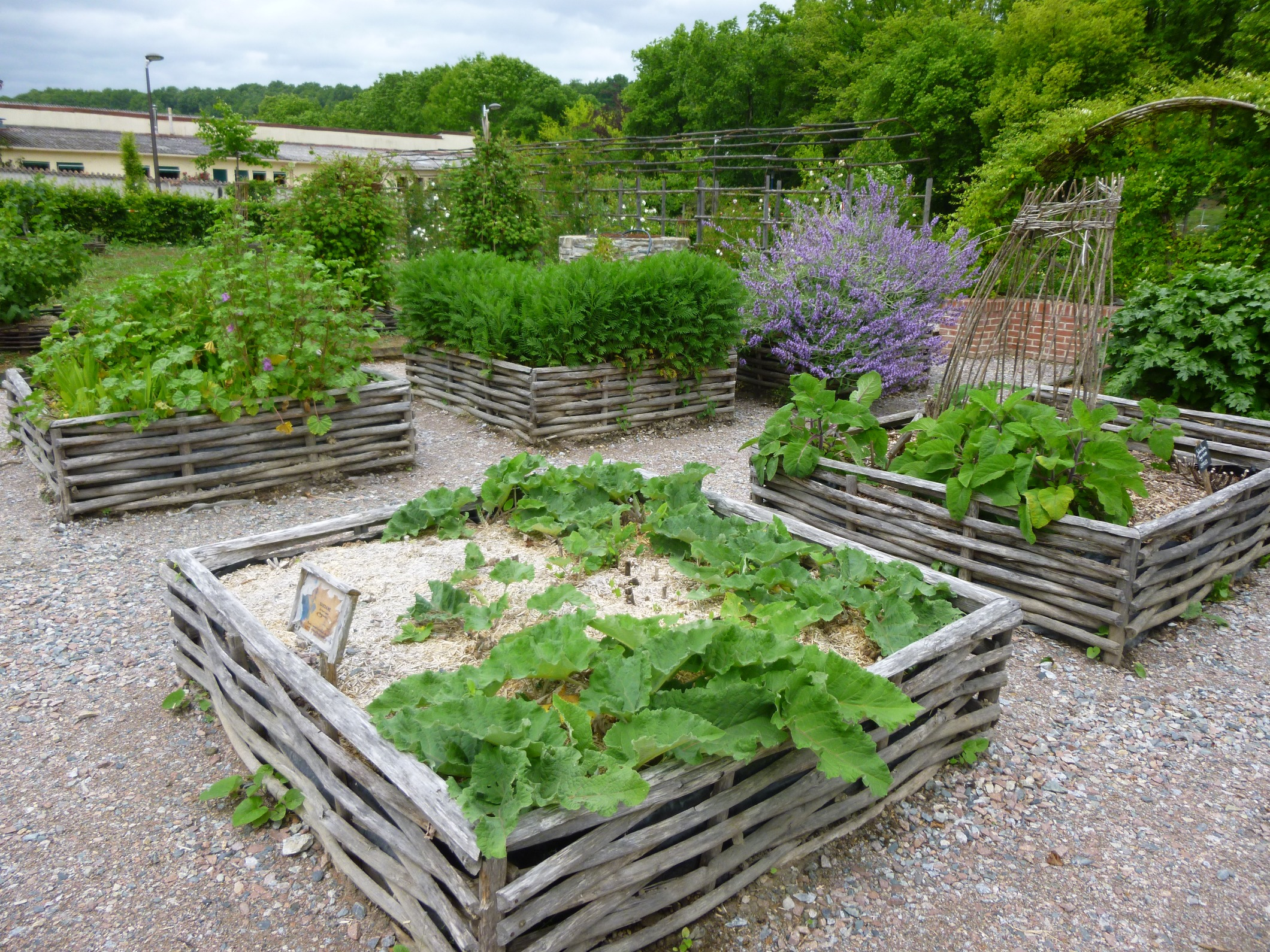
Jardin médiéval d'Aixe-sur-Vienne.
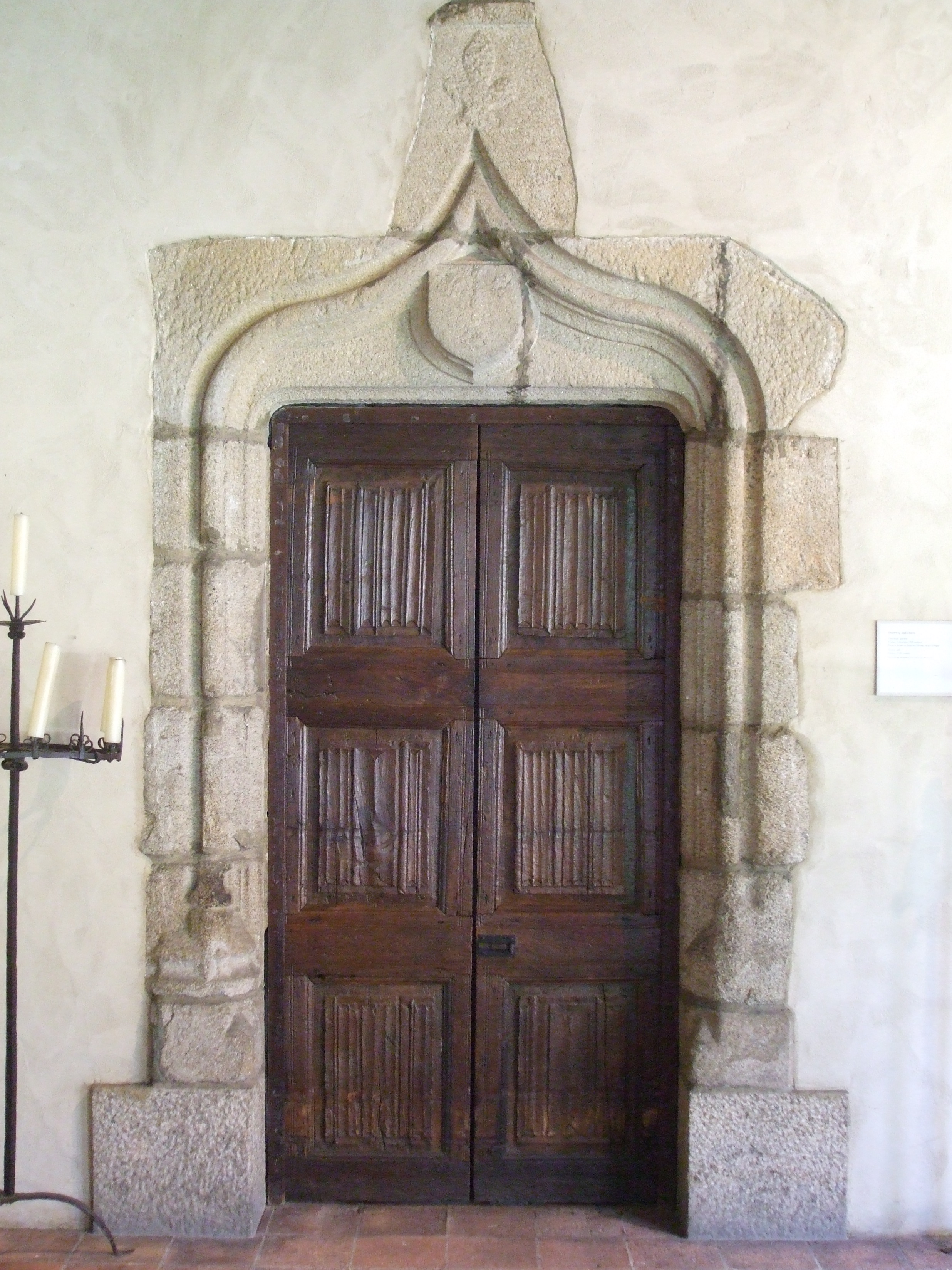
Porte d'une maison d'Aixe-sur-Vienne, exposée au musée des Cloîtres à New York.

La commune présente une Zone naturelle d'intérêt écologique, faunistique et floristique (ZNIEFF) de type 1.
- Vallée de la Vienne du moulin de la Mie au  Daumail[47]. La zone s'étend des deux côtés de la Vienne sur les communes de Saint-Priest-sous-Aixe, Aixe-sur-Vienne, Verneuil-sur-Vienne. Elle est remarquable pour ses zones humides, et prairies humides, ses rpisylves et ses chênaies-charmaies.

### Chemins de randonnée
Le GR 4 qui va de Royan à Grasse traverse la commune. Il est commun avec le GR 654, chemin de Saint-Jacques (voie de Vézelay).

### Personnalités liées à la commune
- Géraud de Maulmont, alias Gérard de Maulmont alias de Maumont alias de Malomont (né en 1222 ?, † 1299), cadet d’un lignage de chevaliers de la région.
- François-Joseph de Beaupoil de Sainte-Aulaire (1648-1742), né à Aixe, lieutenant général des armées, poète, membre de l'Académie française.
- Pierre-Eugène Rougerie (1832-1907), né à Aixe, ecclésiastique et météorologue amateur, évêque de Pamiers.
- Frédéric Boissière (1841-1889), compositeur, y est né ;
- André Gotteron (1849-1930), né à Aixe, homme politique, député à l'Chambre des députés, puis sénateur de la Haute-Vienne[48].
- Georges Géo-Gérald (1868-1939), né à Aixe, homme politique, député de la Charente[49].
- Georges Gérald (1904-1977) joueur de rugby à XV.
- Joseph Basset (1889-1959), homme politique, a été maire de la commune de 1935 à 1944.
- Eugène Pinte (1902-1951), dit Athos, commandant FFI, établi dans une ferme de la Gaubertie pendant la guerre 1939-1945, commandant du secteur Ouest de Limoges, membre du maquis d'Aixe-sur-Vienne, fut le libérateur d'Aixe-sur-Vienne sur deux jours de combat les 17 et 18 août 1944.
- Marcel Pinte (1938-1944), fils du précédent, sergent du maquis, plus jeune héros de la Résistance connu.
- Michel Bouchareissas (1932-2013), enseignant (instituteur puis professeur d'enseignement général de collège) et syndicaliste français, il s'est marié à Aixe.
- Jeanne Schoebel (1945-2018) athlète française
- Dalida (1933-1987), chanteuse et actrice, se rendait régulièrement, seule ou avec son compagnon Richard, en toute discrétion à Aixe-sur-Vienne[50].

### Héraldique
|  | Les armoiries de la commune se blasonnent ainsi : D’azur à la croix d’argent dont chaque branche est chargée de trois ombres de chevrons, les pointes dirigées vers le centre. |